# Nagy Gyula (festő)
Nagy Gyula (Várpalota, 1922. augusztus 9. – Várpalota, 1966. március 19.) festő.

## Életpályája
Elemi iskoláit Várpalotán végezte, ahol Benkő Béla evangélikus tanító, a rajztanára fedezte föl tehetségét, és javasolta a továbbtanulását. A budapesti Képzőművészeti Főiskolán Burghardt Rezső és Szőnyi István tanítványa volt. Hamarosan Olaszországba került ösztöndíjjal, ahol 1942–1943-ban a firenzei akadémián tanult. Itteni mesterei: Primo Conti, Felice Carena. Nagy Gyula 1942. június 27-én magyar leventeként nyerte meg a firenzei festészeti versenyt. Csoportos tárlaton szerepelt egyebek mellett 1947-ben a Nemzeti Szalonban. A Bányász Szakszervezet székháza részére 1949–1954 között festette meg a bányászok életét bemutató festménysorozatát. 1954-től ismét Várpalotán élt. Ekkor alakult meg a várpalotai rajziskola, alkotókör, ahol Nagy Gyula és Mórocz Miklós festőművészek voltak az oktatók. Kezük alól számos jeles várpalotai alkotó került ki (pl. Kása András, Tatár Antal). A nyaranta Alsóörsön tartózkodó Nagy Gyula a Balaton-vidék tájait ugyanolyan szívesen festette meg, mint Várpalota iparlétesítményeit, munkásait vagy éppen a város kopár tájait. 1956 után többször is járt Olaszországban. Ez az alkotói pályájának korai szakaszában kialakuló olasz kötődése az 1950-es évek "szocialista realizmusa" ellenére is szinte kivétel nélkül érződött alkotásain. Főként tájképeket, életképeket és arcképeket festett. Kiállított Firenzében 1963-ban majd 1965-ben Veszprémben. 1952-től minden nemzeti tárlaton szerepelt képeivel. 1964-ben Egry József-díjjal tüntették ki. 1966. március 19-én hunyt el Várpalotán.

## Emlékezete
Várpalotán két alkalommal rendeztek kiállítást alkotásaiból, utcát és 1986-ban az I. Várpalotai Napok keretén belül a város galériáját nevezték el róla. Sírja a várpalotai római katolikus temetőben van. Alkotásait közintézmények sora őrzi. Lovason 2006 májusában megalakult a Nagy Gyula Művészeti Alapítvány, amely céljának tekinti a festőművész hagyatékának méltó megőrzését Lovas községben, valamint Nagy Gyula munkásságának megismertetését.

## Díjai, elismerései
- Firenze város díja (1942)
- Miskolc város díja (1944)
- Országos tájképpályázat III. díja (1951)
- Országos tájképpályázat III. díja (1953)
- "Hazai táj" pályázatának I. díja (1953)
- Egry József-díj (1964)

## Kiállításai

### Egyéni kiállítások
- 1943 – Palazzo Strozzi, Firenze
- 1954 – Bányász Székház, Budapest
- 1955 – Csók Galéria, Budapest (Bényi Lászlóval)
- 1959 – Accademia, Firenze
- 1963 – Veszprém
- 1965 – Fényes Adolf Terem, Budapest
- 1965 – Képcsarnok, Veszprém.

### Válogatott csoportos kiállítások
- 1947 – Nemzeti Szalon, Budapest
- 1948 – Fiatalok kiállítása, Szinyei Terem, Budapest
- 1961 – Vegyipari dolgozók között, Csók Galéria, Budapest
- 1962 – Művészet a gyárban, Budapest-Csepel
- 1963 – Bakony-Balaton, Csók Galéria, Budapest

## Művei közgyűjteményekben
- Magyar Nemzeti Galéria, Budapest,
- Laczkó Dezső Múzeum, Veszprém,
- Nagy Gyula Galéria, Várpalota.
- Nagy Gyula Művészeti Alapítvány, Lovas